# Stile Liang di Baguazhang
Lo Stile Liang del Palmo degli Otto Trigrammi   (梁式八卦掌T, 梁式八卦掌S,  liángshìbāguàzhǎngP,  Liang Shi Pa Kua Chang W)
è un ramo dello stile Baguazhang trasmesso da Liang Zhenpu e poi dai suoi allievi. In alcuni scritti a Stile Liang viene preferito il termine Scuola Liang   (梁派T, 梁派S,  liángpàiP,  Liang P’ai W).  Questa branca ha raccolto elementi degli altri principali rami, visto che Liang Zhenpu ricevette anche gli insegnamenti dei principali allievi di Dong Haichuan, in particolare integra: Scuola Yin di Baguazhang, Scuola Cheng di Baguazhang, Scuola Shi di Baguazhang e Scuola Liu di Baguazhang.
Il modo di spostarsi viaggiando nel fango   (趟泥T, 趟泥S,  tàngníP,  T’ang Ni W) è considerato caratteristico di questa scuola.

## Sequenze dello stile Liang
Questa scuola di Baguazhang utilizza nella propria didattica numerose sequenze, sia a mano nuda, sia con armi che in coppia (questi ultimi detti Duilian).
Questi i Taolu a mano nuda:
- Forme definite di otto palmi  (定式八掌T, 定式八掌S,  dìngshìbāzhǎngP,  Ting Shi Pa Chang W);
- Otto palmi antichi   (老八掌T, 老八掌S,  lǎobāzhǎngP,  Lao Pa Chang W)
- Allenarsi da solo in otto forme  (單操八式T, 单操八式S,  dāncāobāshìP,  Tan C’ao Pa Shi W);
- Allenarsi da solo in trenta forme  (單操十三式T, 单操十三式S,  dāncāoshísānshìP,  Tan C’ao Shi San Shi W);
- Otto gomitate concatenate  (連環八肘T, 连环八肘S,  liánhuánbāzhǒuP,  Lian Huan Pa Chou W);
- 64 cambi di forme di palmo  (六十四變掌式T, 六十四变掌式S,  liùshísìbiànzhǎngshìP,  Liu Shi Si Pian Chang Shi W);
- 64 mani in via diretta  (直趟六十四手T, 直趟六十四手S,  zhítàngliùshísìshǒuP,  Chi T’ang Liu Shi Si Shou W);
- 72 gambe che tagliano  (七十二截腿T, 七十二截腿S,  qīshí'èrjiétuǐP,  Chi Shi Ehr Chie T’ui W) anche dette Gambe segrete  (暗腿T, 暗腿S,  àntuǐP,  An T’ui W);
- Otto lati dei palmi  (八面掌T, 八面掌S,  bāmiànzhǎngP,  Pa Mian ChangW);
- Colpi veloci degli otto trigrammi  (八卦快錘T, 八卦快锤S,  bāguàkuàichuíP,  Pa Kua K’uai Ch’uiW);
- 84 palmi  (八十四掌T, 八十四掌S,  bāshísìzhǎngP,  Pa Shi Si ChangW).

Queste sono le sequenze con armi:
- 64 figure della sciabola che ruota degli otto trigrammi  (八卦轉刀六十四式T, 八卦转刀六十四式S,  bāguàzhuǎndāoliùshísìshìP,  Pa Kua Chuan Tao Liu Shi Si Shi W);
- sciabola delle mani che ruotano degli otto trigrammi  (八卦滾手刀T, 八卦滚手刀S,  bāguàgǔnshǒudāoP,  Pa Kua Kun Shou Tao W);
- cazzuola della mano sinistra che volta la schiena degli otto trigrammi  (八卦左手翻背抹刀T, 八卦左手翻背抹刀S,  bāguàzuǒshǒufānbèimādāoP,  Pa Kua Tsuo Shou Fan Pei Mo Tao W);
- Sciabola degli otto percorsi camminati   (八趟走刀T, 八趟走刀S,  bātàngzǒudāoP,  Pa T’ang Tsou Tao W);
- Sciabola delle sei porte   (六門刀T, 六门刀S,  liùméndāoP,  Liu Men Tao W);
- Lancia a doppia testa delle spire del serpente   (雙頭蛇轉槍T, 双头蛇转枪S,  shuāngtóushézhuǎnqiāngP,  Shuang T’ou She Chuan ChiangW);
- Lancia che ruota degli otto trigrammi in otto figure  (八卦轉槍八式T, 八卦转枪八式S,  bāguàzhuǎnqiāngbāshìP,  Pa Kua Chuan Chiang Pa ShiW);
- Lancia degli otto trigrammi del corpo e della guerra  (八卦戰身槍T, 八卦战身枪S,  bāguàzhànshēnqiāngP,  Pa Kua Chan Shen Chiang W);
- Lancia del numero otto  (八槍T, 八枪S,  bāqiāngP,  Pa Chiang W);
- Lancia della piccola croce (piccolo ideogramma dieci)  (小十槍T, 小十枪S,  xiǎoshíqiāngP,  Shao Shi Chiang W);
- Palo delle sette stelle  (七星杆T, 七星杆S,  qīxīnggānP,  Chi Hsing Kan W), tre sequenze;
- Grande Ji degli otto trigrammi  (八卦大戟T, 八卦大戟S,  bāguàdàjǐP,  Pa Kua Ta Chi W), otto sequenze;
- Spada del Kunlun degli otto trigrammi  (八卦昆侖劍T, 八卦昆仑剑S,  bāguàkūnlúnjiànP,  Pa Kua Kun Lun Chian W), due sequenze;
- Spada dell'arcobaleno volante degli otto trigrammi  (八卦飛虹劍T, 八卦飞虹剑S,  bāguàfēihóngjiànP,  Pa Kua Fei Hung Chian W);
- Spada dei meridiani degli otto trigrammi  (八卦子午劍T, 八卦子午剑S,  bāguàzǐwǔjiànP,  Pa Kua Tsu Wu Chian W);
- Spada delle sette stelle degli otto trigrammi  (八卦七星劍T, 八卦七星剑S,  bāguàqīxīngjiànP,  Pa Kua Chi Hsing Chian W);
- Punteruolo Yinyang con artiglio di gallo dei meridiani degli otto trigrammi  (八卦子午雞爪陰陽銳T, 八卦子午鸡爪阴阳锐S,  bāguàzǐwǔjīzhǎoyīnyángruìP,  Pa Kua Tzu Wu Chi Chao Yin Yang R’ui W);
- Yue dell'anatra mandarina dei meridiani degli otto trigrammi  (八卦子午鴛鴦鉞T, 八卦子午鸳鸯钺S,  bāguàzǐwǔjīyuānyāngyuèP,  Pa Kua Tzu Wu Yuan Yang YueW);
- Bastone da passeggio di Yun Pan degli otto trigrammi   (八卦云盤杖T, 八卦云盘杖S,  bāguàyúnpánzhàngP,  Pa Kua Yun Pan ChangW);
- Catena a sette sezioni   (七節鞭T, 七节鞭S,  qījiébiānP,  Chi Chie PianW);
- Ruote del vento e del fuoco degli otto trigrammi   (八卦風火輪T, 八卦风火轮S,  bāguàfēnghuǒlúnP,  Pa Kua Feng Huo LunW);
- Grande ascia che spacca la montagna degli otto trigrammi   (八卦開山大斧T, 八卦开山大斧S,  bāguàkāishāndàfǔP,  Pa Kua K’ai Shan Ta FuW);

ecc.;
Questi sono i Duilian:
- Esercizio in coppia dei 64 palmi degli otto trigrammi   (八卦六十四掌對練T, 八卦六十四掌对练S,  bāguàliùshísìzhǎngduìliànP,  Pa Kua Liu Shi Si Chang Tui Lian W);
- Sei prese che catturano totalmente   (六把總拿T, 六把总拿S,  liùbǎzǒngnáP,  Liu Pa Chong Na W);
- Esercizio in coppia in otto forme   (對練八式T, 对练八式S,  duìliànbāshìP,  Tui Lian Pa ShiW);
- 34 palmi in combattimento libero   (三十四散手掌T, 三十四散手掌S,  sānshísìsànshǒuzhǎngP,  San Shi Si Shou ChangW);
- Esercizio in coppia delle 64 forme   (對練六十四式T, 对练六十四式S,  duìliànliùshísìshìP,  Tui Lian Liu Shi Si Shi W);

### Lao Bazhang nello stile Liang
Gli Otto palmi antichi, anche detti Mubazhang (母八掌, otto palmi madre), oppure Badazhang (八大掌, otto grandi palmi) o infine  Bianshizhang (变式掌, palmi che cambiano forma) sono fondamentali di movimenti che sono riscontrabili con nomi e sequenze differenti in tutte le scuole di Baguazhang. I nomi delle tecniche e l'ordine con cui sono elencate caratterizzano una scuola piuttosto che un'altra.  Esistono tre diversi elenchi degli Otto palmi antichi   (老八掌T, 老八掌S,  lǎobāzhǎngP,  Lao Pa Chang W) dello stile Liang .
Primo elenco:
- cambiamento singolo di palmo   (單換掌T, 单换掌S,  dānhuànzhǎngP,  Tan Huan Chang W)
- cambiamento doppio di palmo   (雙換掌T, 双换掌S,  shuānghuànzhǎngP,  Shuang Huan Chang W)
- palmo dietro la schiena   (背身掌T, 背身掌S,  bèishēnzhǎngP,  Pei Shen Chang W)
- palmo delle mani fulminanti  (劈手掌T, 劈手掌S,  pīshǒuzhǎngP,  Pi Shou Chang W)
- palmo della forza scorrevole  (順勢掌T, 顺势掌S,  shùnshìzhǎngP,  Shun Shih Chang W)
- palmo del passo che avanza  (順步掌T, 顺步掌S,  shùnbùzhǎngP,  Shun Pu Chang W)
- palmo che collassa in basso  (下塌掌T, 下塌掌S,  xiàtāzhǎngP,  Hsia T’a Chang W)
- palmo che penetra sempre  (平穿掌T, 平穿掌S,  píngchuānzhǎngP,  P’ing Chuan Chang W)

Secondo elenco:
- cambiamento singolo di palmo   (單換掌T, 单换掌S,  dānhuànzhǎngP,  Tan Huan Chang W)
- palmo che copre le mani   (蓋手掌T, 盖手掌S,  gàishǒuzhǎngP,  Kai Shou Chang W)
- palmo della schiena che ruota  (反背掌T, 反背掌S,  fǎnbèizhǎngP,  Fan Pei Chang W)
- palmo delle mani fulminanti  (劈手掌T, 劈手掌S,  pīshǒuzhǎngP,  Pi Shou Chang W)
- palmo della forza scorrevole  (順勢掌T, 顺势掌S,  shùnshìzhǎngP,  Shun Shih Chang W)
- palmo del passo che avanza  (順步掌T, 顺步掌S,  shùnbùzhǎngP,  Shun Pu Chang W)
- palmo che collassa in basso  (下塌掌T, 下塌掌S,  xiàtāzhǎngP,  Hsia T’a Chang W)
- palmo che penetra sempre  (平穿掌T, 平穿掌S,  píngchuānzhǎngP,  P’ing Chuan Chang W)

Terzo elenco:
- cambiamento singolo di palmo   (單換掌T, 单换掌S,  dānhuànzhǎngP,  Tan Huan Chang W)
- palmo che copre le mani   (蓋手掌T, 盖手掌S,  gàishǒuzhǎngP,  Kai Shou Chang W)
- palmo dietro la schiena   (背身掌T, 背身掌S,  bèishēnzhǎngP,  Pei Shen Chang W)
- palmo della forza scorrevole  (順勢掌T, 顺势掌S,  shùnshìzhǎngP,  Shun Shih Chang W)
- palmo che avvolge il corpo  (披身掌T, 披身掌S,  pīshēnzhǎngP,  Pi Shen Chang W)
- palmo del passo che avanza  (順步掌T, 顺步掌S,  shùnbùzhǎngP,  Shun Pu Chang W)
- palmo che sfrega il corpo  (揉身掌T, 揉身掌S,  róushēnzhǎngP,  Jou Shen Chang W)
- palmo che penetra sempre  (平穿掌T, 平穿掌S,  píngchuānzhǎngP,  P’ing Chuan Chang W)

## Audiovisivi
Con il titolo Liangshi Baguazhang 梁式八卦掌 è stata pubblicata una serie di DVD, dimostrata da Zhang Quanliang 张全亮 ,  contenenti questi argomenti: Laobazhang老八掌, Zhoushen Da Lian Fa周身大练法, Danshi Zhuanzhang 单式转掌, Dancao Bashi he Duilian Bashi 单操八式和对练八式, Bufa 步法, Quan , Xie Taolu Xinshang 拳、械套路欣赏, Zhuangfa 桩法.